# Cầu Trần Hoàng Na
Cầu Trần Hoàng Na là cây cầu bắc qua sông Cần Thơ nối quận Cái Răng và quận Ninh Kiều, thành phố Cần Thơ, Việt Nam.

## Thông số kỹ thuật
Cầu là công trình giao thông cấp I, có chiều dài 586,9m, bề rộng cầu tại nhịp chính 23m. Cầu chính được thiết kế dạng cầu vòm gồm 3 nhịp kết cấu thép, sơ đồ nhịp 49,25+150+49,25m, kết cấu vòm thép, bê tông cốt thép dự ứng lực. Cầu có tĩnh không thông thuyền BxH= 50mx7m, thiết kế 4 làn xe có dải phân cách ở giữa và lề bộ hành, vận tốc thiết kế 60 km/h, thời gian thi công 22 tháng. Tổng vốn đầu tư cầu và đường dẫn là 791,4 tỉ đồng từ nguồn vốn ODA.

## Lịch sử
Ngày 18 tháng 9 năm 2020, UBND thành phố Cần Thơ tổ chức lễ khởi công cầu Trần Hoàng Na.
Ngày 30 tháng 12 năm 2023, thành phố Cần Thơ tổ chức Lễ thông xe kĩ thuật cầu Trần Hoàng Na.
Ngày 26 tháng 4 năm 2024, thành phố Cần Thơ tổ chức lễ thông xe và chính thức đưa vào hoạt động cầu Trần Hoàng Na.
Công trình đã hoàn thành sẽ kết nối giao thông đô thị giữa Quốc lộ 1 với các đường trung tâm, giảm tải lưu lượng xe cho các tuyến đường chính thành phố, góp phần giảm ách tắc giao thông vào giờ cao điểm.